# Loggia dei Mercanti (Macerata)

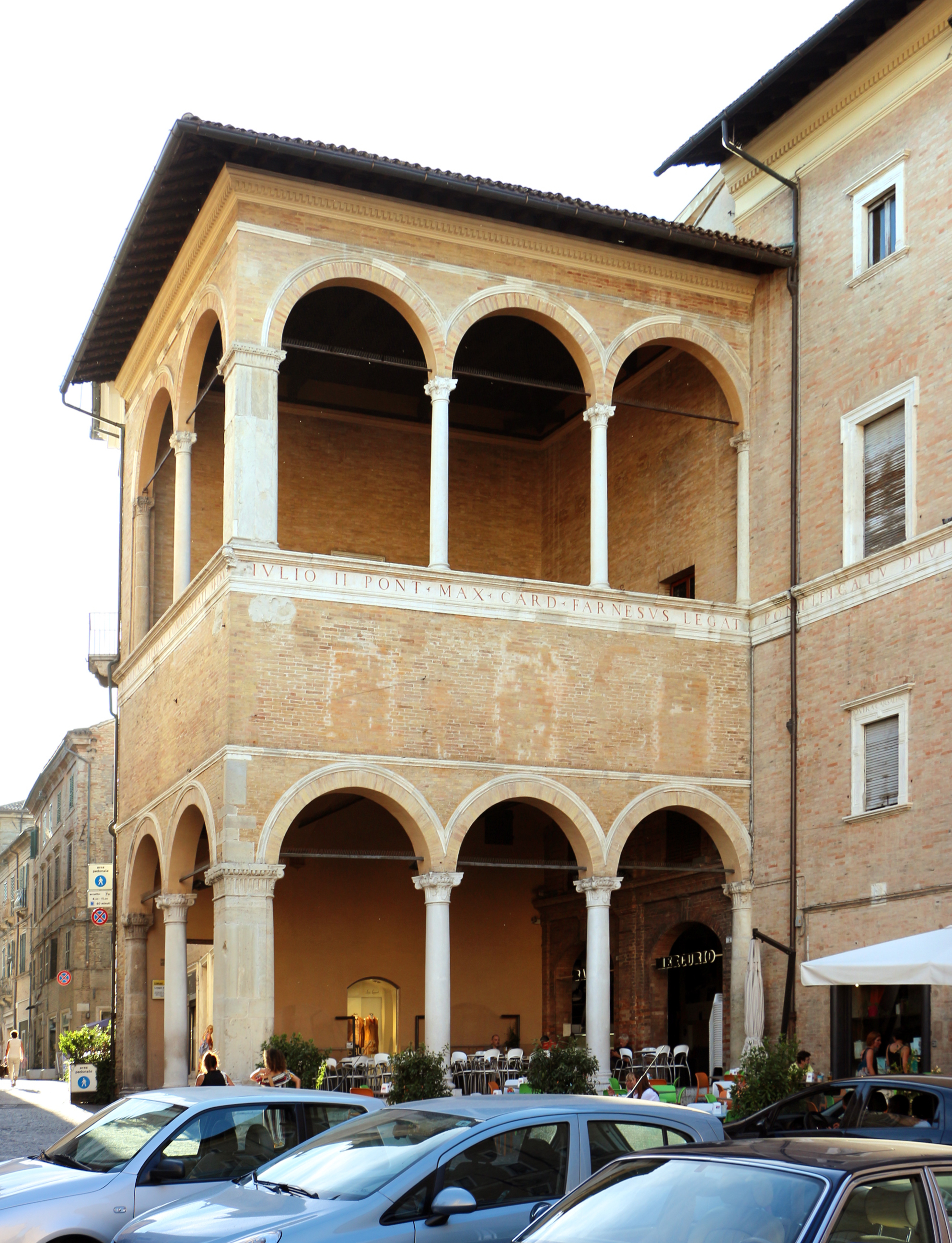
Loggia dei Mercanti in Macerata

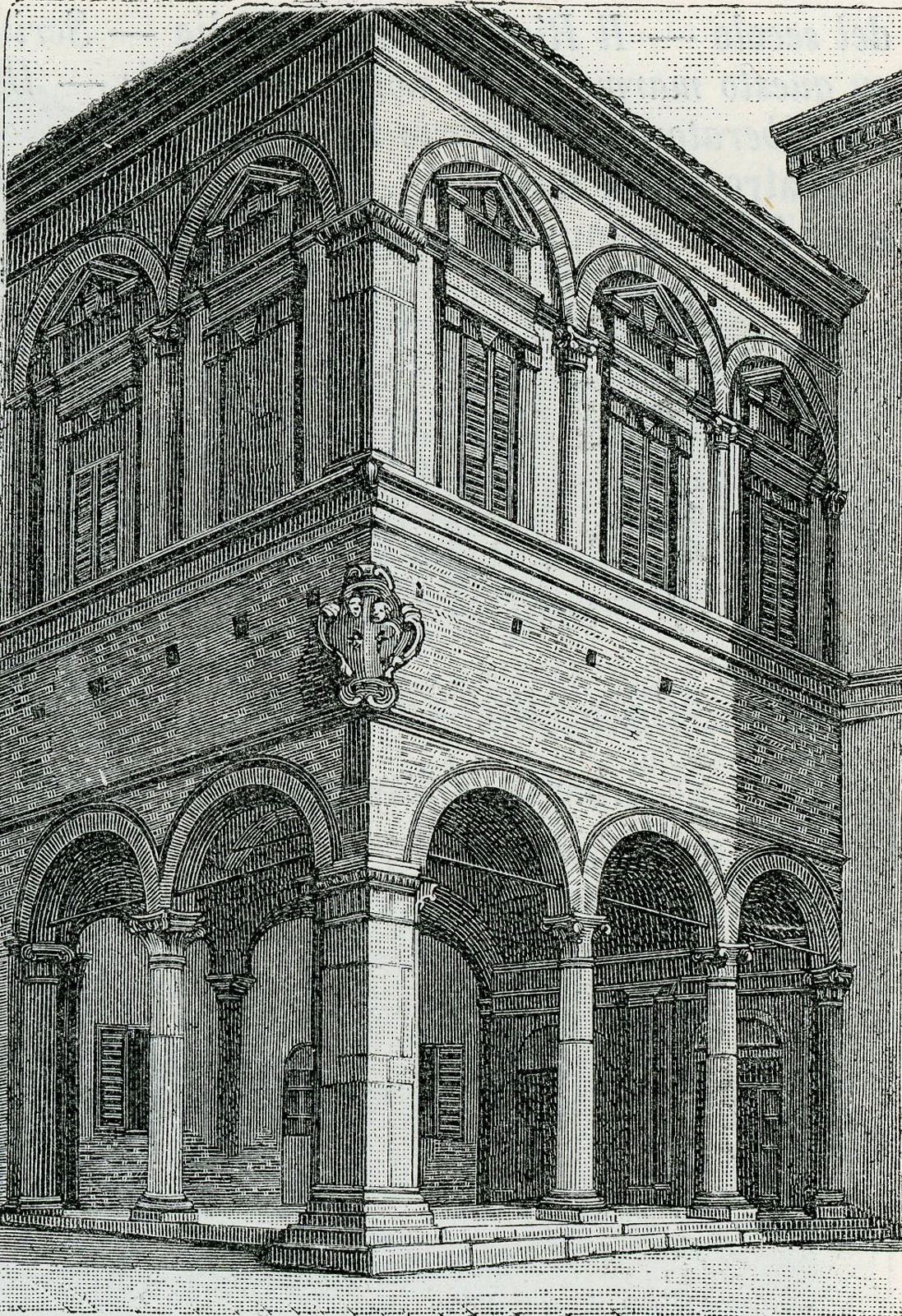
Bovenste galerij afgesloten (tot 1905)

De Loggia dei Mercanti (16e eeuw) is een galerij in de stad Macerata, in de Italiaanse regio Marche.

## Historiek
Van 1503 tot 1505 werd de galerij opgetrokken, in 2 verdiepen. Macerata was toen deel van de Pauselijke Staat, meer bepaald het pauselijk markgraafschap Ancona. De bouwheer was kardinaal Alessandro Farnese, de legaat-gouverneur van Macerata, die later paus Paulus III werd. Voor de constructie liet hij bouwmaterialen wegslepen uit het paleis van kardinaal Anton Giocomo Venieri di Recanati. Deze kardinaal was overleden in 1477 en diens paleis stond verder onafgewerkt in Macerata. Kardinaal Farnese regelde het zo dat de erfenis van de vorige kardinaal geschonken werd aan de Heilige Stoel; een neef van de overleden kardinaal kocht de bouwwerf van Rome en schonk ze vervolgens aan de stad Macerata. Op deze manier geraakte Macerata vrij snel aan bouwmaterialen. De architecten van de Loggia dei Mercanti waren Cassiano da Fabriano en Matteo Sabbatini.
De galerij staat in het midden van de stad, aan de Piazza della Libertà. Kardinaal Farnese had als doel voor ogen een gaanderij waar het graan kon gewogen worden op een grote waagschaal. In de praktijk werd het een verkoophal voor handelaars; ’s avonds was het vaak een open vergaderplaats voor de handelaars en notabelen van de stad. Vandaar de naam Loggia dei Mercanti, galerij gebruikt door handelaars. 
In de jaren 1641-1642 beval de kardinaal-gouverneur van de Marche de bovenste galerij dicht te metsen en te timmeren. Zo werd de bovenverdieping een afgesloten zaal. Dit kwam de kardinaal-gouverneur goed uit, want bij bezoeken aan Macerata, gebruikte hij de bovenzaal voor zichzelf.
In 1905 werd de bovenste galerij terug open gemaakt. Ter gelegenheid van een handelsbeurs vond de stad het een goed idee. Zij belastte de stadsarchitecten om terug te keren naar het originele bouwplan. De bovengalerij werd toen bezocht door koning Victor Emmanuel III van Italië, die er de bevolking op het plein groette.